# Вежхославиці (Малопольське воєводство)
Вежхославиці (пол. Wierzchosławice) — село в Польщі, у гміні Вешхославиці Тарнівського повіту Малопольського воєводства.
Населення — 3215 осіб (2011).

## Демографія
Демографічна структура станом на 31 березня 2011 року:
|          | Загалом | Допрацездатний вік | Працездатний вік | Постпрацездатний вік |
| -------- | ------- | ------------------ | ---------------- | -------------------- |
| Чоловіки | 1563    | 330                | 1086             | 147                  |
| Жінки    | 1652    | 333                | 992              | 327                  |
| Разом    | 3215    | 663                | 2078             | 474                  |